# 吉田玉男 (2代目)
二代目 吉田 玉男（にだいめ よしだ たまお、1953年10月6日 - ）は、日本の人形浄瑠璃の人形遣い、重要無形文化財保持者（人間国宝）。

## 人物
1953年10月6日、大阪府八尾市出身。中学校2年の時に人形遣いの吉田玉昇に勧誘され、手伝いをするようになって文楽に興味を持つようになる。1968年、中学校3年で初代吉田玉男に弟子入り。1969年、中学校卒業後に『吉田玉女』（よしだ・たまめ）を名乗って大阪朝日座の『菅原伝授手習鑑』「寺子屋の段」の菅秀才役にて初舞台を踏んだ。
人形遣いとしての芸風は立ち役（男役）が中心で、自身は「時代物が好み」であり、特に「『熊谷陣屋』の熊谷直実と『伊賀越道中双六』の唐木政右衛門を演じるのが好きだ」と言う。
2015年4月に師匠の名跡を襲名し、二代目吉田玉男と名を改めると共に、国立文楽劇場（大阪市中央区）での『一谷嫰軍記・熊谷陣屋の段』（熊谷直実役）を演目として襲名披露公演を挙行した。
2020年、紫綬褒章受章。　
2023年には狂言方の二世茂山七五三らと共に重要無形文化財各個認定（人間国宝）となった。